# Раккель

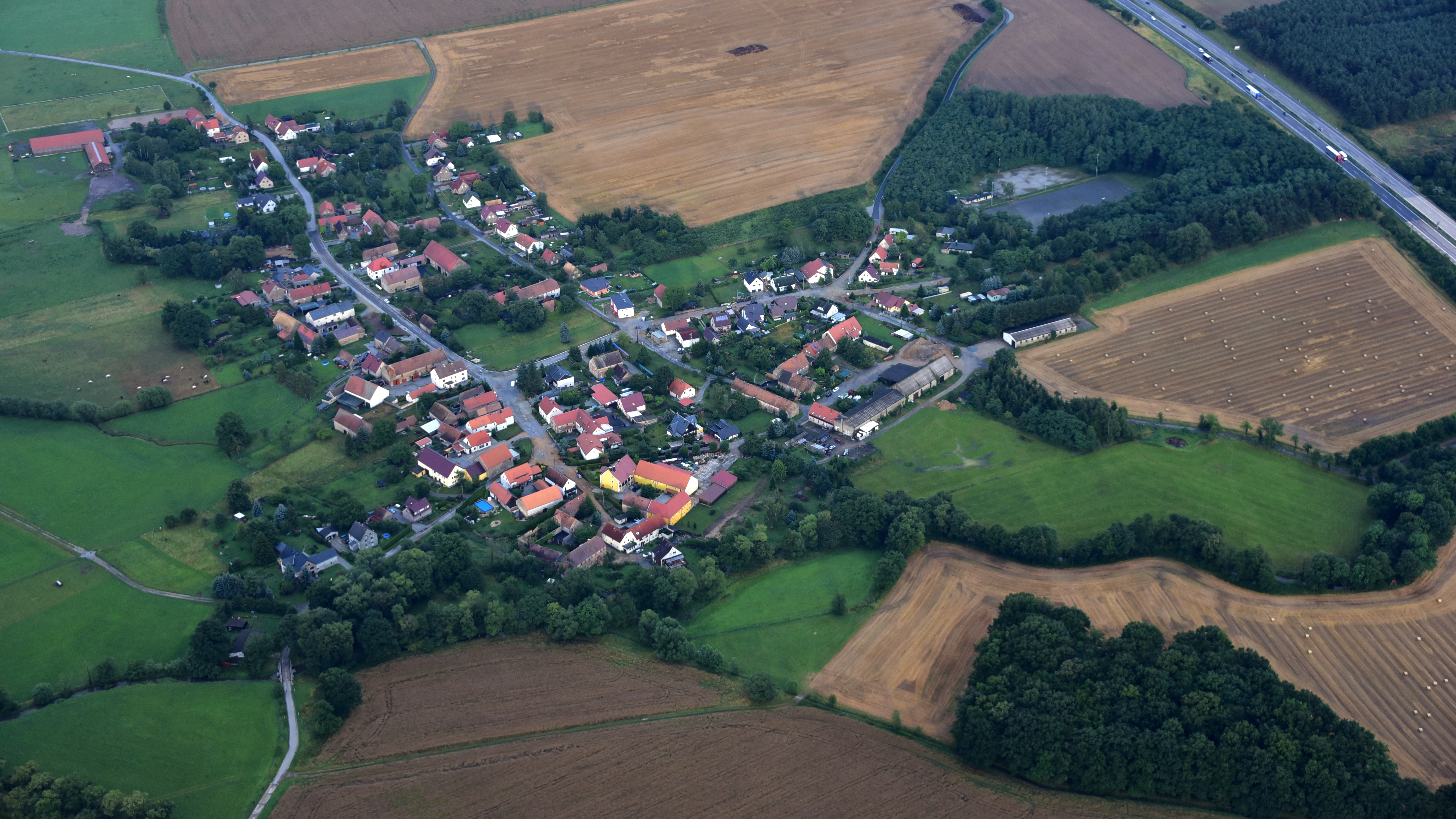

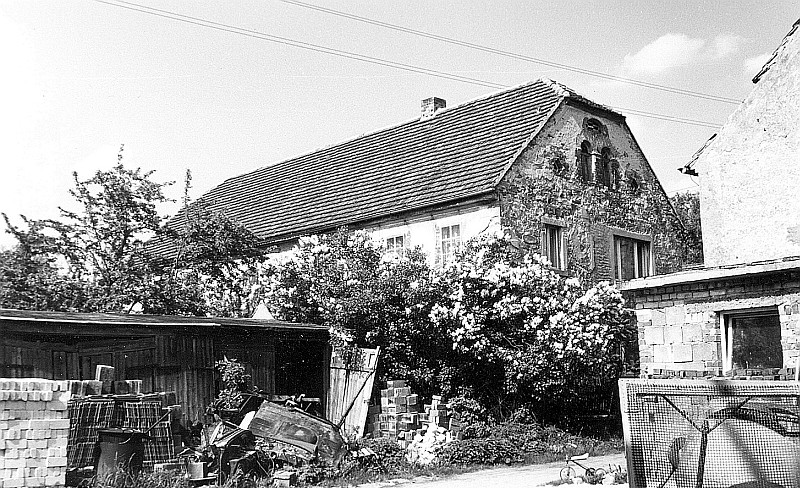

Ра́ккель или Ра́койды (нем. Rackel; в.-луж. Rakojdyо файле) — деревня в Верхней Лужице, Германия. Входит в состав коммуны Мальшвиц района Баутцен в земле Саксония. Подчиняется административному округу Дрезден.

## География
Находится примерно в одиннадцати километрах восточнее Баутцена и в пяти километрах юго-восточнее от административного центра коммуны Мальшвица. Через деревню проходит автомобильная дорога К 7219, которая соединяет её на юге с автомобильной дорогой А4 и на севере с деревней Барт.
Между Раккелем и Бартом находится липовая аллея, считающаяся памятником природы.
Соседние населённые пункты: на севере — деревня Барт, на востоке — деревня Брезецы, на юго-западе — деревня Сканецы и на западе — деревня Пшивчицы.

## История
Впервые упоминается в 1331 году под наименованием Johannes de Rakil.
До 1974 года была административным центром одноимённой коммуны. С 1994 года входит в состав современной коммуны Мальшвиц.
В настоящее время деревня входит в состав культурно-территориальной автономии «Лужицкая поселенческая область», на территории которой действуют законодательные акты земель Саксонии и Бранденбурга, содействующие сохранению лужицких языков и культуры лужичан.
Исторические немецкие наименования.
- Johannes de Rakil, 1331
- Rakel, 1348
- Rekil, 1393
- Rakil, Rackel, Rekil, Reckel, Rakkel, 1415
- Rakell, 1419
- Reckel, Ragkel, 1474
- Rackel, 1522

## Население
Официальным языком в населённом пункте, помимо немецкого, является также верхнелужицкий язык.
Согласно статистическому сочинению «Dodawki k statisticy a etnografiji łužickich Serbow» Арношта Муки в 1884 году в деревне проживало 294 человека (из них — 282 серболужичанина (96 %)).
Лужицкий демограф Арношт Черник в своём сочинении «Die Entwicklung der sorbischen Bevölkerung» указывает, что в 1956 году при общей численности в 426 человек серболужицкое население деревни составляло 67,4 % (из них верхнелужицким языком владело 209 взрослых и 79 несовершеннолетних).
| 1834 | 1871 | 1890 | 1910 | 1925 | 1939 | 1946 | 1950 | 1964 | 2011 |
| ---- | ---- | ---- | ---- | ---- | ---- | ---- | ---- | ---- | ---- |
| 355  | 326  | 287  | 285  | 282  | 353  | 390  | 420  | 504  | 248  |